# Vulcão somma
Um vulcão somma ou sommiano é uma caldeira vulcânica que foi parcialmente preenchida por um novo cone central.

Fotografia de Monte Somma, o antigo estratovulcão de onde nasceu um novo cone central, o icónico Vesúvio.

## Etimologia
O nome vem de Monte Somma, um estratovulcão na parte sul de Itália em cuja cratera cresceu o Monte Vesúvio.

## Distribuição por continente
- África:

1. Pico do Fogo (Ilha do fogo, Cabo Verde)
2. Teide (Tenerife, Ilhas Canárias, Espanha)

- América do Norte:

1. Ilha Wizard (Oregon, Estados Unidos)
2. Lava Domes (Monte Santa Helena, Washington, Estados Unidos)

- América do Sul:

1. Cosigüina (Chinandea, Nicaragua)

- Ásia:

1. Ebeko (Ilha Paramushir, Ilhas Kuril, Russia)
2. Gunung Baru Jari (Caldeira Segara Anak, Lombok, Indonesia)
3. Grupo Kolokol: Kolokol, Berg, Borzov, Trezubetz (Ilha Urup, Ilhas Kuril, Russia)
4. Anak Krakatoa (Grupo Krakatoa, Estreito de Sunda, Lampung, Indonesia): um vulcão somma parcialmente submerso.
5. Pico Krenitsyn (Caldeira Tao-Rusyr, Ilha Onekotan, Ilhas Kuril, Russia)
6. Medvezhya (Ilhas Iturup, Ilhas Kuril, Russia)
7. Milna (Ilha Simushir, Ilhas Kuril, Russia)
8. Pinatubo (Luzon central, Filipinas)
9. Caldeira Tengger (Java Ocidental, Indonesia)
10. Caldeira Tondano (Sulawesi Norte, Indonesia)
11. Sakurajima (Caldeira Aira, Kyūshū, Japão)
12. Tyatya (Ilha Kunashir, Ilhas Kuril, Russia)
13. Urataman (Ilha Simushir, Ilhas Kuril, Russia)
14. Zarechny (Peninsula Kamchatka, Russia)

- Europa:

1. Nea Kameni (Caldeira Santorini, Grécia): um vulcão somma parcialmente submerso.
2. Monte Pico (Açores, Portugal)
3. Monte Vesúvio (Campania, Itália)

- Oceania:

1. Monte Gharat (Gaua, Vanuatu)